# Strzelin (gmina)
Strzelin – gmina miejsko-wiejska w województwie dolnośląskim, w powiecie strzelińskim. W latach 1975–1998 gmina położona była w województwie wrocławskim.
Siedziba gminy to Strzelin.
Według danych z 31 grudnia 2013 gminę zamieszkiwało 22 138 osób. Natomiast według danych z 30 czerwca 2020 roku gminę zamieszkiwało 22 121 osób.

## Struktura powierzchni
Według danych z roku 2002 gmina Strzelin ma obszar 171,69 km², w tym:
- użytki rolne: 80%
- użytki leśne: 9%

Gmina stanowi 27,59% powierzchni powiatu.

## Demografia

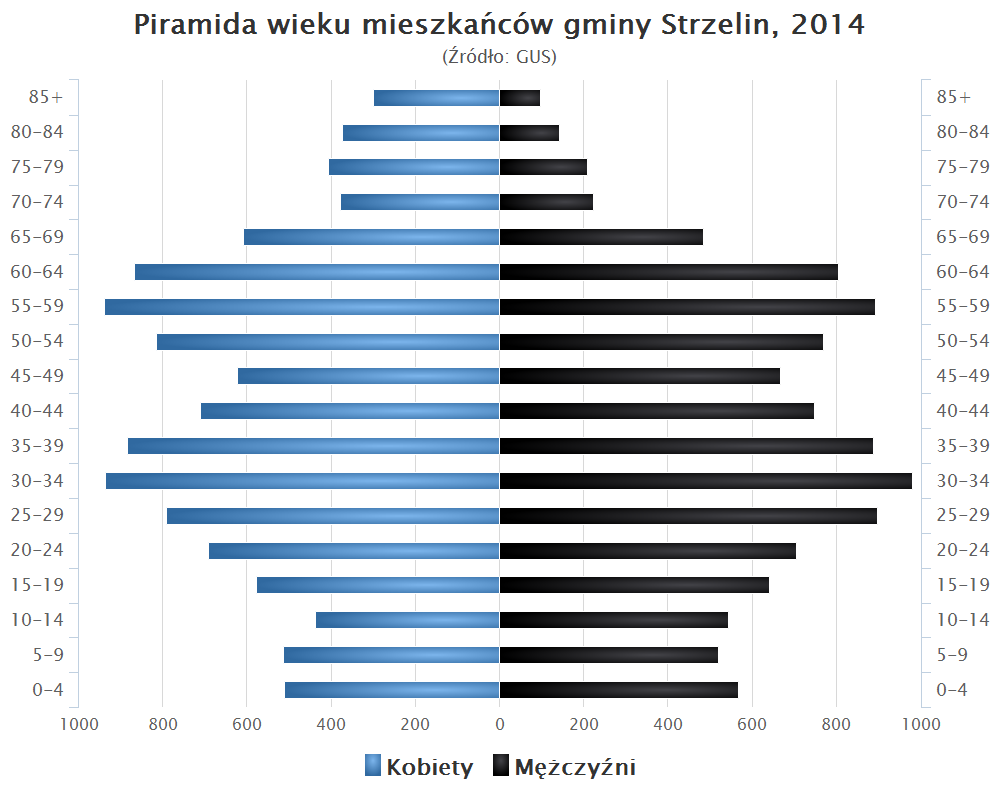
Piramida wieku mieszkańców gminy Strzelin w 2014 roku

Dane z 31 grudnia 2013
| Opis                              | Ogółem | Ogółem | Kobiety | Kobiety | Mężczyźni | Mężczyźni |
| --------------------------------- | ------ | ------ | ------- | ------- | --------- | --------- |
| jednostka                         | osób   | %      | osób    | %       | osób      | %         |
| populacja                         | 22 138 | 100    | 11 351  | 51,3    | 10 787    | 48,7      |
| gęstość zaludnienia (mieszk./km²) | 128,9  | 128,9  | 66,1    | 66,1    | 62,8      | 62,8      |

## Komunikacja
Głównymi arteriami komunikacyjnymi są droga krajowa nr 39 przebiegająca przez gminę z zachodu na wschód oraz droga wojewódzka nr 395 i linia kolejowa nr 276 (Warkocz, Strzelin, Biały Kościół) przebiegające z północy na południe. W północnej części gminy biegnie droga wojewódzka nr 396 w stronę Oławy, a we wschodniej droga wojewódzka nr 378 w stronę Grodkowa. Ponadto przez gminę przebiegają - obecnie nieczynne - linie kolejowe nr 304 (wschód-zachód) i nr 321 (we wschodniej części gminy).

## Media
Na terenie gminy Strzelin powstała niezależna i internetowa rozgłośnia radiowa o nazwie Radio Gromnik. Założyciele i właścicielem radia jest Piotr Moc, były prezes i redaktor naczelny Radia Opole, wieloletni pracownik RMF FM, radia Vanessa, założyciel Radia Park i wielu innych mediów na terenie całego kraju.

## Sąsiednie gminy
Borów, Ciepłowody, Domaniów, Kondratowice, Przeworno, Wiązów, Ziębice